# 미치키 류지
미치키 류지(일본어: 路木 龍次, 1973년 8월 25일 ~ )는 일본의 은퇴한 축구 선수이다.

## 구단 경력
1992년 J1리그의 산프레체 히로시마에 입단했다. 1994년에 J1리그 준우승. 1997년까지 99경기에 출전하여, 8득점을 넣었다. 1998년 요코하마 마리노스(요코하마 F. 마리노스)로 이적했다. 1999년 우라와 레즈로 이적했다. 2002년까지 55경기에 출전. 2003년엔 비셀 고베와 오이타 트리니타에서 뛰었다.

## 국가대표팀 경력
그는 1996년 하계 올림픽에 참가할 일본 U-23 국가대표팀에 발탁되었으며, 3경기에 출전했다.
그는 1996년 10월 13일 튀니지과의 경기에서 일본 국가대표팀에 데뷔했다. 1996년 AFC 아시안컵에도 출전했다. 그는 1997년까지 국제 A매치 통산 4경기에 출전했다.

## 통계
| 일본 | 일본 | 일본 |
| 연도 | 출전 | 득점 |
| ---- | ---- | ---- |
| 1996 | 1    | 0    |
| 1997 | 3    | 0    |
| 통산 | 4    | 0    |